# 포지션 페이퍼
포지션 페이퍼(position paper) 또는 토킹 페이퍼(talking paper) 또는 성명서는 토의 자료를 말한다. 정치 분야에서는 국가와 국가간에 중요한 회담이 개최되는 경우에 자국의 입장이나 문제의 배경을 설명한 자료를 만들어 상대국에 수교하는 것이다.
포지션 페이퍼는 편집장에게로의 단순한 형태의 편지에서부터 가장 복잡한 형태의 학술적 포지션 페이퍼에 이르기까지 다양하다. 포지션 페이퍼는 그룹의 공식적인 신뢰와 권고를 공개하기 위해 대형 집단에 의해 사용되기도 한다.